# Ed Flanders
Ed Flanders, né le 29 décembre 1934 à Minneapolis, Minnesota (États-Unis) et mort le 22 février 1995 à Denny (en) (Californie), est un acteur américain.

## Filmographie
- 1970 : The Grasshopper (en) : Jack Benton
- 1971 : Travis Logan, D.A. (TV) : Psychiatrist
- 1971 : Goodbye, Raggedy Ann (TV) : David Bevin
- 1972 : The Trial of the Catonsville Nine : Father Daniel Berrigan
- 1972 : The Snoop Sisters (TV) : Milo Perkins
- 1973 : Hunter (en) (TV) : Dr Miles
- 1974 : Indict and Convict (TV) : Timothy Fitzgerald
- 1974 : Things in Their Season (TV) : Carl Gerlach
- 1975 : La Légende de Lizzie Borden (The Legend of Lizzie Borden) (TV) : Hosea Knowlton
- 1975 : Attack on Terror: The FBI vs. the Ku Klux Klan (TV) : Ralph Paine
- 1975 : A Moon for the Misbegotten (TV) : Phil Hogan
- 1976 : Eleanor and Franklin (en) (TV) : Louis Howe
- 1976 : Truman at Potsdam (TV) : President Harry S Truman
- 1976 : The Sad and Lonely Sundays (TV) : Dr Frankman
- 1976 : Harry S. Truman: Plain Speaking (TV) : Harry S. Truman
- 1977 : The Amazing Howard Hughes (TV) : Noah Dietrich
- 1977 : MacArthur, le général rebelle (MacArthur) : President Harry S. Truman
- 1977 : Mary White (TV) : William Allen White
- 1979 : Backstairs at the White House (feuilleton TV) : President Calvin Coolidge
- 1979 : Blind Ambition (en) (feuilleton TV) : Charles Shaffer
- 1979 : Les Vampires de Salem (Salem's Lot) (TV) : Dr Bill Norton
- 1980 : La Neuvième Configuration (The Ninth Configuration) : Col. Richard Fell
- 1981 : Inchon : Voice characterization for President Harry S Truman (voix)
- 1981 : Sanglantes confessions (True Confessions) : Dan T. Campion
- 1981 : 200 000 dollars en cavale (The Pursuit of D.B. Cooper) : Brigadier
- 1981 : Skokie, le village de la colère (Skokie) (TV) : Mayor Albert J. Smith
- 1982 : Tomorrow's Child (TV) : Anders Stenslund
- 1983 : Special Bulletin (en) (TV) : John Woodley
- 1989 : The Final Days (en) (TV) : Leonard Garment
- 1990 : L'Exorciste: la suite (The Exorcist III) : Father Joseph Kevin Dyer
- 1991 : The Perfect Tribute (TV) : Warren
- 1992 : Citizen Cohn (TV) : Joseph N Welch
- 1993 : Souvenir du Viêt-nam (Message from Nam) (TV) : Ed Wilson
- 1994 : The Road Home (série TV) : Walter Babineaux
- 1995 : Bye Bye Love de Sam Weisman : Walter Sims